# Rožice
Rožice – wieś w Słowenii, w gminie Hrpelje-Kozina. 1 stycznia 2017 liczyła 57 mieszkańców.